# Cochabamba (geslacht)
Cochabamba is een geslacht van kevers uit de familie bladkevers (Chrysomelidae).
De wetenschappelijke naam van het geslacht werd in 1955 gepubliceerd door Bechyne.

## Soorten
- Cochabamba chacoensis (Bowditch, 1911)
- Cochabamba chrysopleura (Harold, 1875)
- Cochabamba diversicolor (Baly, 1890)
- Cochabamba erythrodera (Baly, 1879)
- Cochabamba marginata (Harold, 1875)
- Cochabamba mera (Bechyne, 1956)
- Cochabamba polychroma Bechyne, 1956
- Cochabamba rugulosa (Baly, 1886)
- Cochabamba variolosa (Jacoby, 1878)